# Atrichops fulvithorax
Atrichops fulvithorax är en tvåvingeart som beskrevs av Akira Nagatomi 1984. Atrichops fulvithorax ingår i släktet Atrichops och familjen bäckflugor. Inga underarter finns listade i Catalogue of Life.